# Phyllophila atrisigna
Phyllophila atrisigna är en fjärilsart som beskrevs av Paul Dognin 1914. Phyllophila atrisigna ingår i släktet Phyllophila och familjen nattflyn. Inga underarter finns listade i Catalogue of Life.